# Mongoolse talen

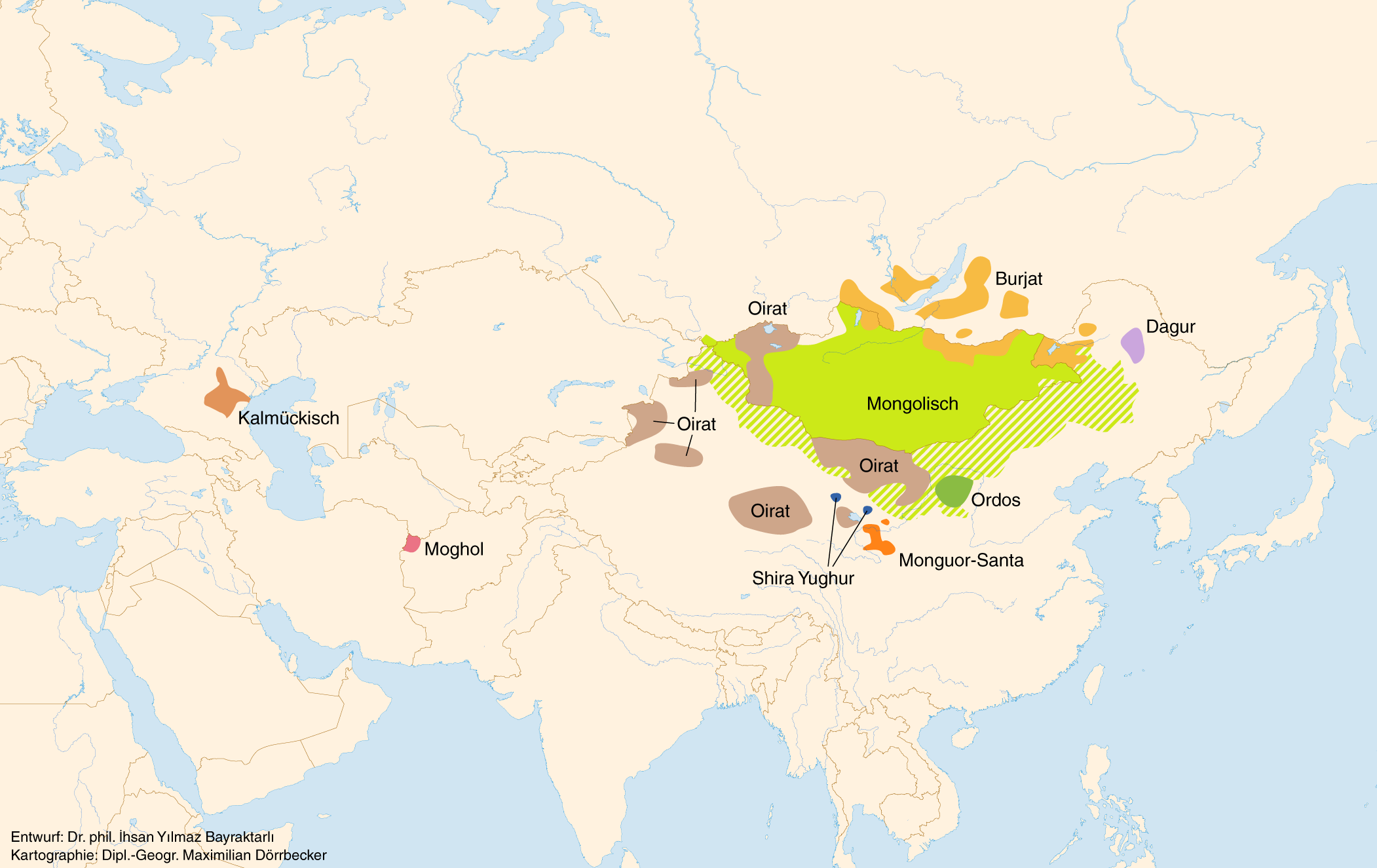

De Mongoolse talen zijn een groep van dertien talen, gesproken in Centraal-Azië. Sommige taalkundigen stellen voor om de Mongoolse talen, samen met de Turkse en Toengoezische talen onder te brengen in één groep, de Altaïsche talen, maar deze hypothese is niet algemeen aanvaard.
Het bekendste lid van de Mongoolse taalfamilie, het Mongools, is de moedertaal van de Mongolen, het grootste deel van de inwoners van Mongolië, en wordt gesproken door ongeveer 5,7 miljoen mensen in Mongolië, Rusland en Binnen-Mongolië.

## Onderverdeling
- Centraal Mongools
  - Chalch-Mongools, de officiële taal van Mongolië
  - Ordos (Oerdoes)
- West-Mongools
  - Oirat
    - Kalmuks

  - Darchat
- Noord-Mongools 
  - Boerjatisch
  - Chamnigaans Mongools
- Noord-Oost-Mongools
  - Dagoer (Daoer)
- Zuid-Oost-Mongools
  - Monguor (Tu)
  - Kangjia
  - Bonan
  - Dongxiang
- Zuid-Centraal-Mongools
  - Oost-Joegoerisch
- Zuid-West-Mongools
  - Moghol